# Чуваркуће: удовице писаца
Чуваркуће: удовице писаца  је књига биографских прича новинара и књижевника Александра Ђуричића (1972) објављена 2017. године у издању издавачке куће "Самиздат Б92" из Београда.

## О аутору
Александар Ђуричић је рођен 1972. године у Подгорици. Живи и ради у Београду. Радио је као новинар и уредник у многим утицајним листовима. Написана дела: После фајронта - књига о Паји, Тајне славних Срба, Зоран Радмиловић: највећи мајстор међу боемима, Борислав Пекић: писац и пророк, Глоги.

## О књизи
Александар Ђуричић је кроз разговоре са удовицама писаца открио неке непознате делове њихових биографија. Животне сапутнице су откриле животе Борисава Пекића, Моме Капора, Антониа Исаковића, Либера Марконија, Милорада Павића, Мирка Ковача, Мике Оклопа, Оскара Давича, Ђорђа Лебовића и Петруа Крдуа.Уједно су откриле и део својих биографија: Љиљана Пекић, Брана Симоновић, Јасмина Михајловић, Лепосава Миланин, Љиљана Капор, Бранка Давичо, Злата Лебовић, Ксенија Шукуљевић Марковић, Ана Крду и Слободана Матић-Ковач.

## Биографије писаца
Писци у књизи чије супруге удовице говоре о њима у следећим поглављима:
- Борислав Пекић - Заточеник сопствене генијалности
- Милан Оклопџић - Спустити слушалицу самом себи врхунац је слободе
- Милорад Павић - Унутрашња страна Павића
- Антоније Исаковић - Научила сам га да воли мајку
- Момо Капор - Дан кад Капор није умро
- Оскар Давичо - Мали човек великог формата
- Ђорђе Лебовић - Плес са смрћу и друге игре
- Либеро Маркони - Јунак боемске рапсодије
- Петру Крду - Принц поезије на бициклу с црвеним кофером
- Мирко Ковач - Огледало у зрцалу

## Награде
Александар Ђуричић је за књигу Чуваркиће добио награду "Дејан Медаковић" за 2018. годину.